# Teramo (provins)
Provinsen Teramo (it. Provincia di Teramo) er en provins i regionen Abruzzo i det centrale Italien. Teramo er provinsens hovedby.
Der var 296.063 indbyggere ved folketællingen i 2005.

## Geografi
Provinsen Teramo grænser til:
- i nord mod regionen Marche,
- i øst mod Adriaterhavet.
- i syd mod provinsen Pescara og
- i vest mod provinsen Aquila.

## Kommuner
- Alba Adriatica
- Ancarano
- Arsita
- Atri
- Basciano
- Bellante
- Bisenti
- Campli
- Canzano
- Castel Castagna
- Castellalto
- Castelli
- Castiglione Messer Raimondo
- Castilenti
- Cellino Attanasio
- Cermignano
- Civitella del Tronto
- Colledara
- Colonnella
- Controguerra
- Corropoli
- Cortino
- Crognaleto
- Fano Adriano
- Giulianova
- Isola del Gran Sasso d'Italia
- Martinsicuro
- Montefino
- Montorio al Vomano
- Morro d'Oro
- Mosciano Sant'Angelo
- Nereto
- Notaresco
- Penna Sant'Andrea
- Pietracamela
- Pineto
- Rocca Santa Maria
- Roseto degli Abruzzi
- Sant'Egidio alla Vibrata
- Sant'Omero
- Silvi
- Teramo
- Torano Nuovo
- Torricella Sicura
- Tortoreto
- Tossicia
- Valle Castellana

42°42′N 13°42′Ø / 42.7°N 13.7°Ø